# Urban Symphony
Urban Symphony es un grupo musical estonio. El grupo representó a Estonia en el Festival de la Canción de Eurovisión 2009, con la canción «Rändajad» (traducible al español como: Nómadas).
El tema finalizó en sexto lugar con 129 puntos. Es el mejor lugar de Estonia en Eurovisión desde 2002.

## Historia
En otoño del 2007 Sandra Nurmsalu formó parte en un concurso de talentos 2 takti ette, que cada dos años se transmite a nivel nacional por Eesti Televisioon. En una semana del concurso, los participantes tuvieron que formar una banda ellos mismos y actuar con ella. Nurmsalu quien había estudiado el violín por dos años en la Escuela de Música Georg Ots y ella previamente había interpretado la canción "Nothing Else Matters" de Metallica decidió volver a interpretarla. Nurmsalu volvió a su antigua escuela donde introdujo a Mann Helstein para tocar la viola, Johanna Mängel para que tocara el chelo, al igual que una intérprete del bajo y un tecladista. La banda interpretó «Hungry» de Kosheen donde estuvieron satisfechos con el resultado de la interpretación. Al final del concurso Nurmsalu, Helstein y Mängel acordaron continuar juntas en colaboración. Mängel quien introdujo a Mari Möldre para que interpretara el chelo. Fue cuando Sven Lõhmus, un productor musical las invitó a trabajar con él. La primera canción del equipo completo fue Rändajad, la cual utilizaron para el Eesti laul, el festival para la selección de Estonia en el Festival de la Canción de Eurovisión 2009. Para el proyecto del Eesti laul, Marilin Kongo y Mirjam Mesak se unieron al grupo para los coros.

## Miembros
- Sandra Nurmsalu (vocalista y violín)
- Mann Helstein (violín)
- Johanna Mängel (chelo)
- Mari Möldre (chelo)
- Marilin Kongo (coro)
- Mirjam Mesak (coro)

## Discografía

### Sencillos
- «Rändajad» (2009)
- «Päikese poole» (2009)
- «Skorpion» (2010)